# Acerosodontosaurus
Acerosodontosaurus (лат.) — вымерший род неодиапсидных рептилий, обитавших на Мадагаскаре в позднем пермском периоде. Единственный вид Acerosodontosaurus piveteaui известен по литой окаменелости единственного частичного скелета, включающего раздробленный череп, часть тела и конечностей. Окаменелость обнаружена в отложениях формации Нижняя Сакамена. На основе характеристик скелета высказано предположение, что особи Acerosodontosaurus хотя бы частично вели водный образ жизни.
Acerosodontosaurus считался представителем «Younginiformes» — парафилетической граде пермских диапсид, включавшей наиболее базальных («примитивных») диапсид (Araeoscelidia наподобие Petrolacosaurus) с более производными («продвинутыми») диапсидами, включая самых ранних предков современных рептилий, таких как крокодилы и ящерицы (заврии). Однако положение данного рода в классе рептилий является спорным. Первоначально считавшийся образцом Tangasaurus из той же эпохи, Acerosodontosaurus был описан как представитель семейств Younginidae в 1980 году и Tangasauridae в 2009 году. Более поздние исследования даже подтвердили гипотезу о том, что это вовсе не Younginiformes, а ранний представитель Pantestudines — рептильной ветви, ведущей к современным черепахам. Эта теория до сих пор вызывает споры и другие исследования продолжают поддерживать версию с Younginiformes.

## История
Acerosodontosaurus известен по единственному образцу, хранящемуся в Национальном музее естественной истории в Париже, Франция. Этот экземпляр — MNHN 1908-32-57 — был отнесён к Tangasaurus и оставался неописанным до тех пор, пока Филип Джон Карри не выделил его в отдельный род. В 1980 году он описал данный образец как Acerosodontosaurus piveteaui — название, которое переводится примерно как «иглозубая ящерица Пивето». Видовое название отсылает к Жану Пивето — палеонтологу, который был пионером в изучении пермских рептилий Мадагаскара.
Образец был извлечён из неизвестного местонахождения в Нижней Сакамене — геологической формации верхней перми на Мадагаскаре. Формация Сакамена образована прибрежными рифтовыми долинами и характеризуется разнообразным ассортиментом водных, полуводных и наземных животных, включая многих ранних диапсид. Образец Acerosodontosaurus представляет собой частичный скелет, сохранившийся в виде сжатой окаменелости в конкреции песчаника. Скелет в основном, но не полностью сочленён, сохранились основная часть туловища, правая передняя конечность и небольшие части левой передней и задней конечностей. Кости на левой стороне черепа сместились по мере разложения животного, но бо́льшая часть правой стороны фоссилизировалась.
На момент находки основная часть окаменелых костей была разрушена в результате эрозии, хотя в песчанике остались хорошо сохранившиеся формы. Описание Джона Карри было основано на латексных слепках оригинала. В 2009 году Констанце Бикельманн, Йоханнес Мюллер и Роберт Р. Рейс в ходе повторного описания создали новые высокоточные латексные формы с использованием усовершенствованных технологий.

## Описание

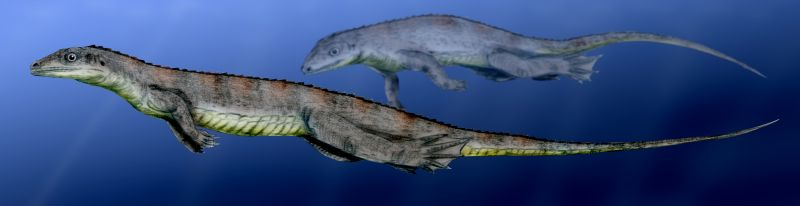
Реконструкция. Автор Нобу Тамура.

Сохранившийся скелет составлял около 30 см в длину от кончика рыла до основания хвоста. Хвост неизвестен, но Карри (1980) подсчитал, что общая длина животного от рыла до кончика хвоста должна была составлять от 60 до 70 см. Туловище было широким, конечности средней длины. В общих чертах животное напоминало ящерицу средних размеров, хотя в действительности Acerosodontosaurus никак не связан с настоящими современными ящерицами. Хотя хвост неизвестен, на нём могло находиться плавниковое образование, как у Hovasaurus, которого считают близким родственником Acerosodontosaurus.

### Череп
Кончик и верхняя часть рыла не сохранились, но известны большинство других костей черепа. Глазницы большие, череп перед глазами длиннее, чем позади них. Нижний край каждой глазницы образован длинной передней ветвью скуловой кости, которая перекрывает такую же вытянутую заднюю ветвь зубонесущей верхнечелюстной кости. Череп несколько шире, чем у большинства других «Younginiformes», на что указывают ширина и кривизна лобной и предлобной костей. Тем не менее, пропорционально он напоминает голову Hovasaurus. Общая длина черепа оценивается в 55 мм.
Нижняя челюсть длинная и стройная. Её задняя часть, образованная сочленовной костью, несёт фасетку, которая соединяется с квадратной костью черепа, образуя челюстной сустав. И квадратная кость, и соответствующая фасетка на нижней челюсти очень большие и крепко сложены.
Многочисленные зубы Acerosodontosaurus конические, остроконечные и несколько загнутые. Они немного длиннее в передней части черепа, но в остальной части черепа и челюсти похожи по размеру и форме, в отличие от зубов более ранних диапсид, таких как Petrolacosaurus. Основываясь как на сохранившихся зубах, так и на пустых зубных лунках, Карри (1980) подсчитал, что 37 зубов находились в верхней челюсти и 32 в сохранившейся части нижней челюсти. По тем же критериям, но с использованием разных латексных слепков, Бикельманн, Мюллер и Рейс (2009) оценили количество зубов в 36 и 34 соответственно. На нижней челюсти должно было располагаться гораздо больше зубов, чем предполагалось, так как передняя половина челюсти не сохранилась. Название Acerosodontosaurus переводится как «иглозубая ящерица» в отсылке на большое количество игольчатых зубов, которые отличаются от зубов других «Younginiformes» по форме и превосходят их количественно.
Как и у других диапсид, у Acerosodontosaurus есть два отверстия, известных как височные окна, с каждой стороны черепа, позади глаз. Однако нижневисочное отвеерстие неполностью закрыто снизу. У большинства ранних диапсид, таких как Petrolacosaurus и Youngina, нижний край нижневисочного окна образован костной перемычкой, состоящей из задней ветви скуловой кости и передней ветви квадратоскуловой кости. Тем не менее, у Acerosodontosaurus короткая задняя ветвь скуловой кости и полностью отсутствует квадратоскуловая, по этой причине нижневисочное окно закрыто неполностью. В то время как у многих более поздних диапсид также есть неполное нижневисочное окно, единственным другим «Younginiformes» с такой же особенностью является Hovasaurus.

### Позвонки и рёбра
У животного сохранились как минимум 21 позвонок, все шейные, спинные и бедренные; хвост отсутствует. У шейных позвонков более короткие основные компоненты, чем у спинных (задних) позвонков. Небольшая ямка (субцентральное окно) присутствует как слева, так и справа от каждого центра позвонка. Нервные шипы (остистые отростки) спинных позвонков характерно высокие и прямоугольные по сравнению с большинством «Younginiformes», хотя и не такие высокие, как у Hovasaurus. Центральные отделы максимально длинные, а нервные отростки находятся на максимальной высоте у позвонков прямо перед бедром. Поперечные отростки (рёберные фасетки) довольно короткие. Многие рёбра неполные, но те, которые хорошо сохранились, длинные и изогнутые, что указывает на то, что Acerosodontosaurus был довольно широкотелым животным. Как и у большинства ранних диапсид, небольшие клиновидные кости, известные как внутренние окна, заполняют промежутки между позвонками. Также присутствуют многочисленные маленькие, тонкие гастралии (брюшные рёбра).

### Передние конечности
Передние конечности Acerosodontosaurus — один из наилучших диагностируемых признаков. Единственная сохранившаяся часть грудного пояса представляет собой тонкую, слегка изогнутую кость с коническими кончиками. Скорее всего это клитрум — кость, которая отсутствует практически у всех диапсид. Единственным другим неодиапсидом, у которого тоже есть клитрум, является Hovasaurus.
Плечевая кость (кость предплечья) неполная, но надмыщелок и соответствующее ему окно развиты довольно хорошо. В то же время капитулум и трохлея плохо дифференцированы. Лучевая кость (радиус) закручена, изогнута и имеет необычное сходство с аналогичной костью у Champsosaurus из группы Choristodera. Локтевая кость в форме песочных часов, более прямая и, что характерно, немного длиннее лучевой кости. В отличие от наземных диапсид, локтевой отросток локтевой кости отсутствует. Лучевая и локтевая кости более плоские возле запястья и более объёмные в районе локтя.
Как и у других ранних диапсид, у Acerosodontosaurus 11 костей запястья. Все запястья хорошо разделены. Большинство из них похожи по размеру и форме на аналогичные кости у Hovasaurus за исключением медиальной центральной — кости между ладьевидной костью и дистальной частью запястья I, которая намного меньше у Acerosodontosaurus. Первая пястная кость (кость руки, которая соединяется с большим пальцем) маленькая и толстая, в то время как вторая, третья и четвёртая (соединяются с указательным, средним и безымянным пальцами) постепенно удлиняются. Это контрастирует с большинством других «Younginiformes», у которых четвёртая пястная кость значительно длиннее третьей. Hovasaurus является исключением, но даже Acerosodontosaurus отличается от этого рода тем, что его пястные кости не такие короткие. Пятая пястная кость (соединяется с мизинцем) такая же короткая, как и первая, но имеет более «зажатый» вид. Некоторые фаланги (кости пальцев) скрыты наложенным черепом, но те, что видны, короткие, с острыми и изогнутыми когтями.

### Бедро и задние конечности
Подвздошная кость (верхняя часть бедра) очень похожа на аналогичную кость Hovasaurus и других рептилий, хотя, видимо, немного толще. Лобковая кость (передняя часть бедра) крепко сложена и сильно изогнута внутрь. В результате бёдра при жизни были бы довольно широкими. На наружной поверхности каждой лобковой кости есть большой, диагонально ориентированный бугорок (бугорчатый или гребневидный нарост). Пластинчатая седалищная кость (задняя часть бедра) неполная и первоначально упущена из виду. Бедренная кость длинная, изогнутая и прочная, в то время как большеберцовая и малоберцовая кости (кости голени) сохранились только возле колена, поэтому их форму трудно определить. Кости стопы не сохранились.

## Классификация
Первоначально считался образцом Tangasaurus, но Карри (1980) включил Acerosodontosaurus в семейство Younginidae. В следующем году в его исследовании Hovasaurus было отмечено, что Acerosodontosaurus похож как на Tangasauridae, так и на Younginidae, и Карри считал его предком обоих семейств. Другие исследования показали аналогичный результат, поместив его в Younginiformes как наиболее базального представителя. В переописании рода в 2009 году концепция монофилии Younginiformes оказалась частично деконструирована и Acerosodontosaurus включили в Tangasauridae. Авторы описания базального неодиапсида Orovenator 2011 года считали, что Tangasauridae находятся дальше от современных рептилий, чем Younginidae, в то время как в исследовании архозавроморфов 2016 года Acerosodontosaurus определён как таксон более близкий к рептилиям по сравнению с Youngina.
Bever et al. (2015) исследовали Acerosodontosaurus наряду с другими неодиапсидами с помощью максимальной экономии и байесовского анализа, а также отдельных данных по черепу и всему телу. Анализ полного образца показал, что это лепидозавроморф из группы Pantestudines, родственный завроптеригиям, Eunotosaurus, Odontochelys и Pappochelys. Этот результат доказывает, что Acerosodontosaurus теснее связан с черепахами, чем с любой другой современной рептилией, и что черепахи ближе к ящерицам и их родственникам (лепидозаврам), чем крокодилам и птицам (архозаврам). Их матрица экономного анализа, основанного только на черепе, сохранила идентичность Acerosodontosaurus как базального Pantestudines, но исключила Pantestudines из Sauria (клада лепидозавроморфов и архозавроморфов). Связь между Acerosodontosaurus и черепахами слабее в байесовском анализе, где этот род определён как неодиапсид, тесно связанный с Sauria, но независимый от Pantestudines.
В своём переописани Pappochelys Schoch & Sues (2018) пересмотрели матрицу Bever et al. (2015), но не смогли прояснить связи между большинством рептильных линий у основания Sauria, включая Acerosodontosaurus. Li et al. (2018) описали нового представителя Pantestudines — Eorhynchochelys — и пересмотрели матрицу данных Schoch & Sues (2018). Они смогли найти бо́льшую стабильность, восстановив Acerosodontosaurus как сестринский таксон Claudiosaurus и не тесно связанный с Hovasaurus. Acerosodontosaurus и Claudiosaurus оставались неопределёнными неодиапсидами, если включать все таксоны, но они оказались самыми ранними из Pantestudines по специфическому набору параметров, который исключил 21 плохо описанных таксонов.

## Палеобиология
Несколько особенностей скелета подтверждают гипотезу о том, что Acerosodontosaurus обитал в воде. Локтевой отросток локтевой кости отсутствовал (или не развился в кость), что является общей чертой для водных нотозавров, ихтиозавров и Thalattosauria, но не характерно для наземных рептилий, таких как Thadeosaurus. Кроме того, лучевая кость закручена (как у водных Choristodera), у запястья «расслабленная» структура, кости запястья разделены промежутками, а не плотно соединены.

### Палеоэкология
Формация Нижняя Сакамена образовалась во влажной экосистеме, расположенной в ориентированной с севера на юг рифтовой долине, возможно, похожей на озеро Танганьика. Климат во время осаждения был умеренным, тёплым и влажным, с сезонными осадками и возможными муссонами. Флора из формации включает Schizoneura из отряда Equisetales, голосеменных Glossopteris из отряда Glossopteridales и семенного папоротника Lepidopteris. Другие позвоночные из Нижней Сакамены включают палеонискообразную рыбу Atherstonia, парарептилию Barasaurus из семейства Procolophonidae, планирующую рептилию Coelurosauravus, неодиапсид Hovasaurus, Claudiosaurus и Thadeosaurus, фрагменты темноспондилов из семейства Rhinesuchidae, неопределенных териодонтных терапсид и дицинодонта Oudenodon.